# Cantó de Saint-Marcellin
El cantó de Saint-Marcellin és un cantó francès al districte de Grenoble (departament de la Isèra, regió d'Alvèrnia-Roine-Alps). El formen disset municipis: Beaulieu, Bessins, Chatte, Chevrières, Dionay, Montagne, Murinais, Saint-Antoine-l'Abbaye, Saint-Appolinard, Saint-Bonnet-de-Chavagne, Saint-Hilaire-du-Rosier, Saint-Lattier, Saint-Marcellin, Saint-Sauveur, Saint-Vérand, La Sône i Têche; i el cap cantonal és Saint-Marcellin.
| Data d'elecció                           | Identitat         | Partit              | Qualitat |
| ---------------------------------------- | ----------------- | ------------------- | -------- |
| 1949-1955                                | M. Didier         | MRP                 |          |
| 1955-196.                                | Clément Bourne    | CNIP                |          |
| 196.-1992                                | Paul Bossan       | CD, després UDF-CDS |          |
| 1992-2004                                | Robert Pinet      | UDF-FD              |          |
| 2004-2011                                | Jean-Michel Revol | Divers gauche       |          |
| 2011-                                    | André Roux        | independent         |          |
| les dades anteriors no són pas conegudes |                   |                     |          |

| 1962   | 1968   | 1975   | 1982   | 1990   | 1999   | 2007   |
| ------ | ------ | ------ | ------ | ------ | ------ | ------ |
| 14.530 | 16.176 | 17.201 | 18.060 | 18.909 | 19.941 | 22.266 |